# QX Andromedae
QX Andromedae är en förmörkande dubbelstjärna belägen i den mellersta delen av stjärnbilden Andromeda. Den har en högsta skenbar magnitud av ca 11,28 och kräver ett teleskop för att kunna observeras. Baserat på parallax enligt Gaia Data Release 3 på ca 2,21 mas beräknas den befinna sig på ett avstånd av ca 1 460 ljusår (ca 450 parsec) från solen. Den rör sig bort från solen med en heliocentrisk radialhastighet av ca 12 km/s. Stjärnans skenbara magnitud varierar  från en maximal magnitud på 11,28 till en lägsta magnitud på 11,50. Eftersom det är omöjligt att specificera förmörkelsernas början klassificeras den som en variabel av typen W Ursae Majoris. Den observeras också som en röntgenkälla och ingår i den öppna stjärnhopen NGC 752.

## Observation

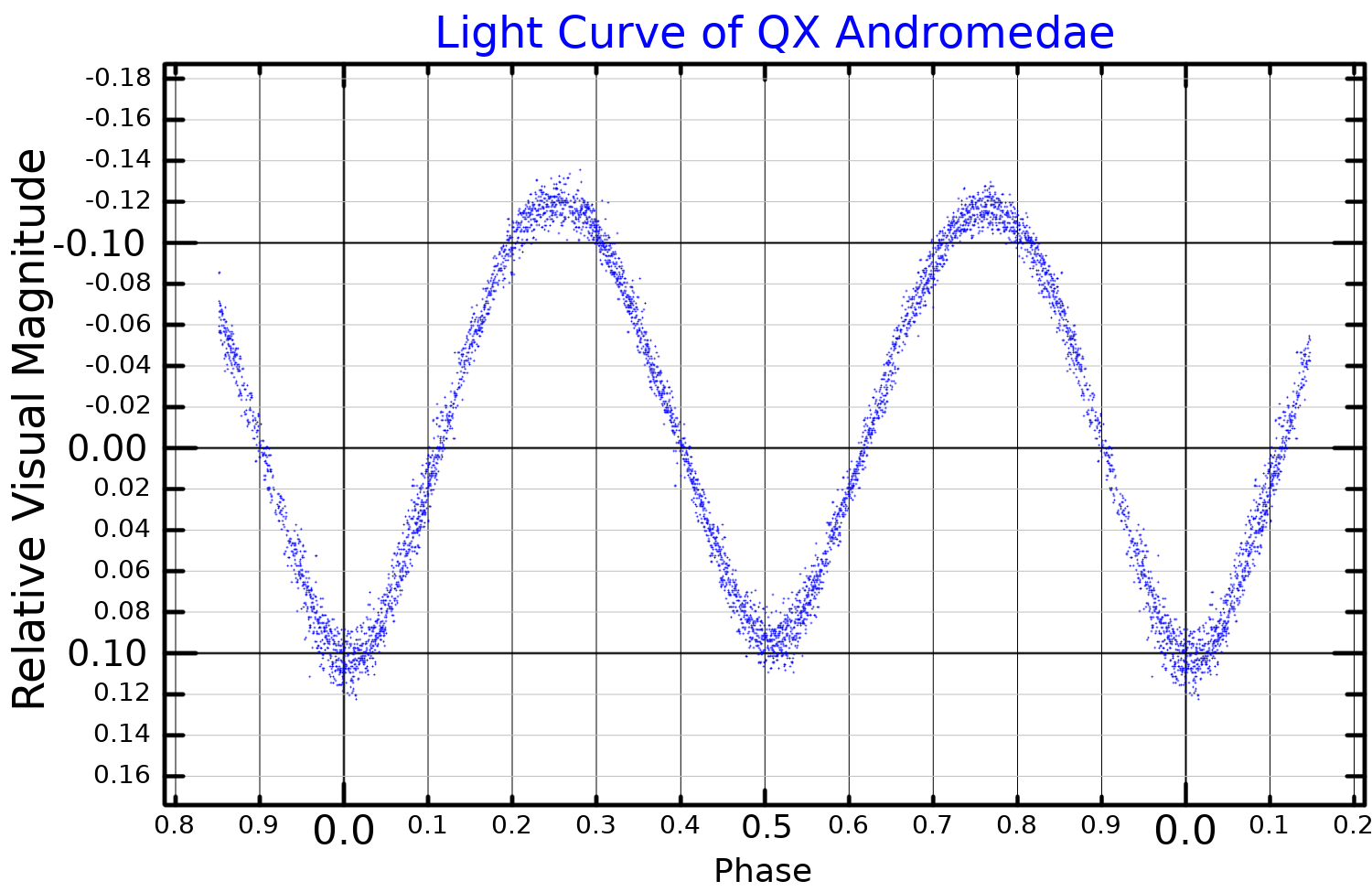
Ljuskurvan i visuella bandet för QX Andromedae, anpassad från Ren et al. (2011)

Ljuskurvan för QX Andromedae visar nästan lika stora förmörkelser för primärstjärnan, där förmörkelsen inträffar när den mindre massiva stjärnan passerar framför den andra, som för följeslagarens förmörkelse. Ljusstyrkevariationerna är ganska små på grund av den låga banlutningen på 55°.

## Egenskaper
Primärstjärnan QX Andromedae A är en gul till vit stjärna av spektralklass F6. Den har en massa av ca 1,5 solmassa, en radie av ca 1,5 solradie och har en effektiv temperatur av ca 6 440 K.
Följeslagaren QX Andromedae B är en gul till vit stjärna av spektralklass F6. Den har en massa av ca 0,5 solmassa, en radie av ca 0,9 solradie och har en effektiv temperatur av ca 6 400 K. 
Som helhet avger QX Andromedae-systemet ljus som en svartkropp från en stjärna, med spektraltyp F6. De två stjärnorna i systemet fullbordar en omloppsbana med en omloppsperiod av 9,892 timmar där de passerar så snävt att deras höljen vidrör varandra. Eftersom de tillhör en öppen stjärnhop är åldern för dubbelstjärnan lika med den uppskattade åldern för stjärnhopen (1,34 ± 0,06 miljarder år).